# Cholmondeley Castle

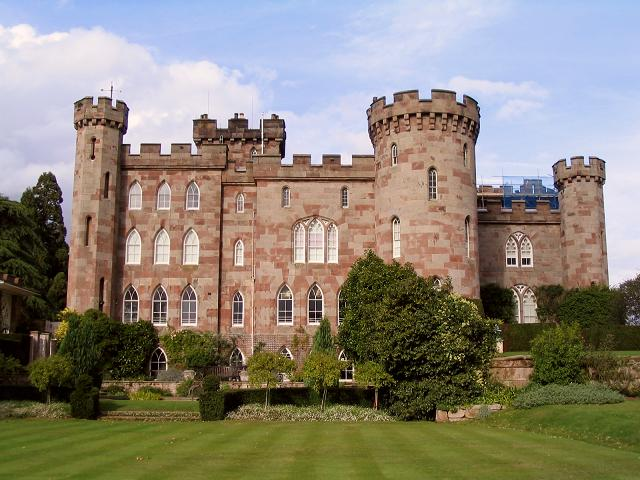
Cholmondeley Castle von Süden

Cholmondeley Castle ist ein Landhaus im Verwaltungsbezirk Cholmondeley [ˈtʃʌmli] der englischen Grafschaft Cheshire. Das Haus ist von einem formellen Garten und einem Park umgeben. Das Anwesen war seit dem 12. Jahrhundert der Sitz der Familie Cholmondeley. Das heutige Herrenhaus ersetzte ein Holzfachwerkhaus in der Nähe. Es wurde Anfang des 19. Jahrhunderts für George Cholmondeley, 1. Marquess of Cholmondeley, gebaut, der es in der Form einer zinnenbewehrten Burg größtenteils selbst entwarf. Nach dem Tod des Marquess wurde das Haus nach Plänen von Robert Smirke so erweitert, wie es sich heute präsentiert. English Heritage hat es als historisches Gebäude II*. Grades gelistet.
Der erste formelle Garten wurde im 17. Jahrhundert von George London entworfen. Nach seiner Verwilderung im 18. Jahrhundert ordnete ihn William Emes, der auch den Landschaftspark schuf, neu. Im 20. Jahrhundert wurde er von Lavinia, der Witwe von Hugh Cholmondeley, 6. Marquess of Cholmondeley, weiter ausgebaut. Im Register of Historic Parks and Gardens sind Garten und Park als II. Grad gelistet. In Park und Garten gibt es eine Reihe weiterer, gelisteter historischer Gebäude. Das wichtigste davon ist die St Nicholas’ Chapel, die auf das 13. Jahrhundert zurückgeht, viele Möbel aus dem 17. Jahrhundert enthält und als historisches Gebäude I. Grades gelistet ist. In der Haupteinfahrt steht ein schmiedeeisernes Tor, das 1722 von Robert Bakewell für das alte Herrenhaus geschaffen und Anfang des 19. Jahrhunderts hierher versetzt wurde. Es ist als historisches Bauwerk II*. Grades gelistet. Als historische Gebäude II. Grades gelten die veränderten Überreste des alten Herrenhauses, fünf Lodges in und um das Anwesen und eine Reihe von Bauwerken in den Gärten.
Im Zweiten Weltkrieg dienten Haus und Anwesen einer Reihe militärischer Zwecke, z. B. dem Betrieb eines Krankenhauses. Seit 2014 lebt der derzeitige Marquess of Cholmondeley nicht mehr hier, sondern im anderen Familiensitz Houghton Hall in Norfolk. Nur seine Mutter Lavinia lebt noch in Cholmondeley Castle. Das Haus ist nicht öffentlich zugänglich, aber der Park und die Gärten sind in der Sommersaison offen. Auf dem Anwesen finden eine Reihe von Veranstaltungen statt und eine der Lodges kann als Ferienhaus angemietet werden.

## Geschichte

### Altes Herrenhaus

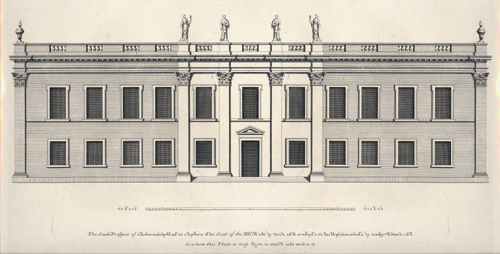
Zeichnung des alten Herrenhauses

Das Anwesen war seit dem 12. Jahrhundert Sitz der Familie Cholmondeley. Das Haus aus dem 16. Jahrhundert war mit Holzfachwerk auf einer von einem Wassergraben umgebenen Plattform erstellt. Im darauffolgenden Jahrhundert wurden das Herrenhaus und die separate Kapelle während des englischen Bürgerkrieges von den Roundheads zerstört, aber dann von Robert Cholmondeley, 1. Earl of Leinster, wieder aufgebaut. 1701 beauftragte Hugh Cholmondeley William Smith aus Warwick, das Haus mit Ziegeln zu verkleiden und Bauteile, wie riesige Säulen und balustrierte Brüstungen mit Urnen und Statuen, anzubringen. Im Jahre 1712 hatte der Earl die Geduld mit Smith verloren und bat John Vanburgh, neue Pläne zu entwerfen, aber sie wurden nie ausgeführt. 1722 wurden ein schmiedeeisernes Tor und schmiedeeiserne Zäune, hergestellt von Robert Bakewell, angebracht, um den Vorplatz des Hauses einzufrieden. Im 18. Jahrhundert wurde das Herrenhaus vernachlässigt. 1770 erbte es George Cholmondeley, der 4. Earl of Cholmondeley, der sich entschloss, es durch ein neues Gebäude zu ersetzen und den größten Teil des alten Herrenhauses abzureißen.

### Neues Herrenhaus
Der Bau des neuen Herrenhauses im Stil einer Burg begann 1801. Es wurde hauptsächlich vom Earl selbst in Zusammenarbeit mit dem Architekten William Turner aus Whitchurch entworfen. Der Entwurf war symmetrisch, die Eingangsfassade zeigte nach Westen und der Bau bestand aus zwei zinnenbewehrten Blocks, zwischen denen eine eingeschossige Loggia eingefügt war. Hinter der Loggia befand sich eine Eingangshalle in voller Gebäudehöhe. Die drei wichtigsten Paradezimmer lagen auf der Ostseite des Hauses, dem Garten zugewandt. Das Haus wurde in dieser ersten Bauphase 1805 fertiggestellt. Viele Baumaterialien wurden vom Abbruch des alten Herrenhauses wiederverwendet, z. B. Ziegel, Glas, Fenster, Holzkonstruktionen und Kaminsimse. Bakewells Zäune ohne das Eingangstor wurden zu einem Schirm für die Auffahrt zusammengestellt. Im Jahre 1817 begann George Cholmondeley (jetzt 1. Marquess) mit einer Reihe von Erweiterungen am Haus, angefangen mit einem neuen Speisezimmer. Zwei Jahre später wurde an der Südseite des Hauses ein Flügel für die Familie mit einem hohen, rechteckigen Turm hinzugefügt. Beide Änderungen wurden vom Marquess selbst entworfen. Es folgten zwei achteckige Türme an den Ecken. Der Marquess starb 1828 und bald danach wurde Robert Smirke beauftragt, weitere Anbauten und Veränderungen durchzuführen. Der wichtigste Anbau war ein Rundturm an der Südostecke des Familienflügels. Smirke ließ auch den zentralen Turm von der Ostfassade hervorspringen, indem er ein Erkerjoch anbaute, wodurch das Herrenhaus sein heutiges Aussehen erhielt. Diese Arbeiten wurden 1829 abgeschlossen.

### Spätere Geschichte

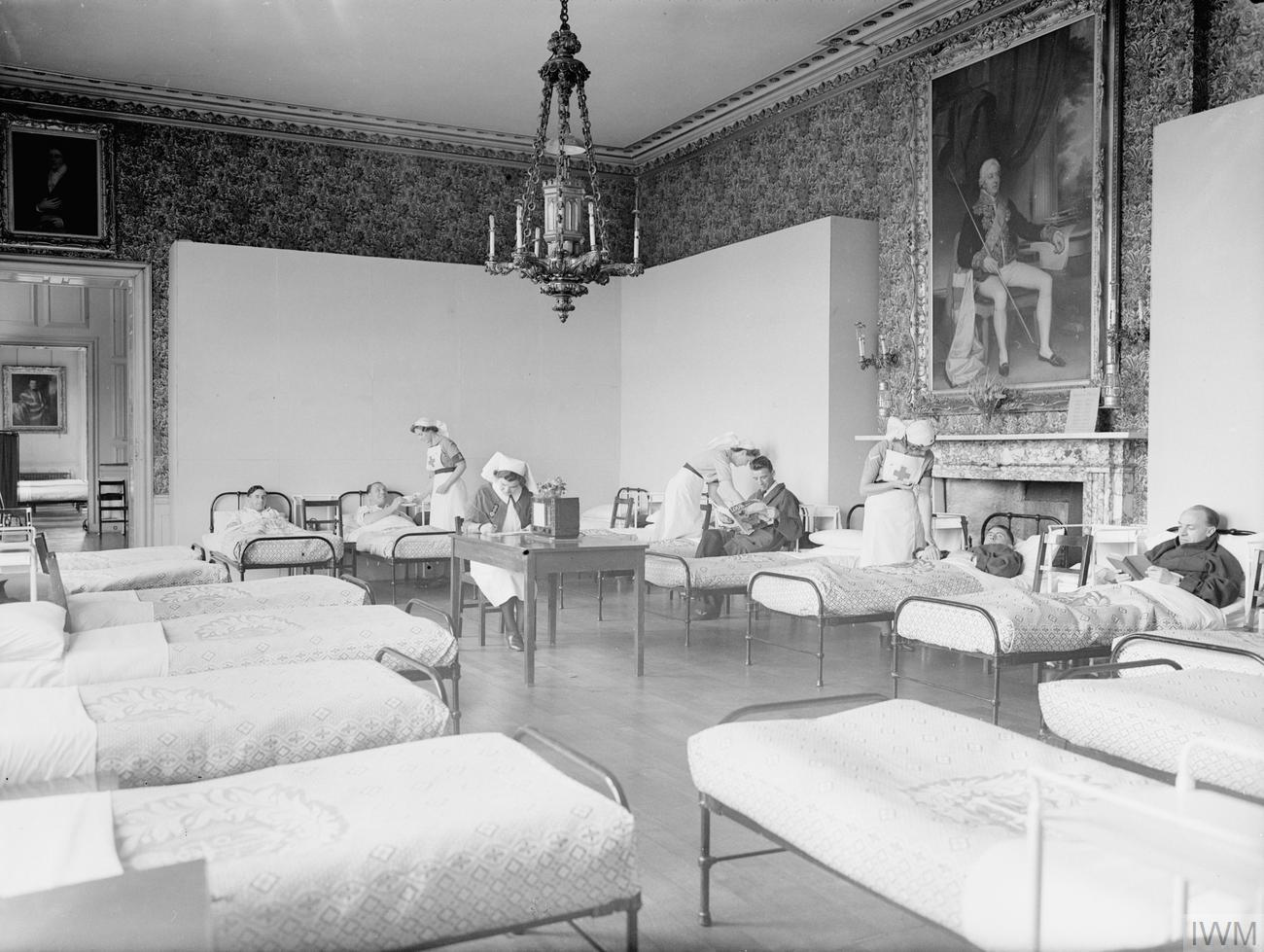
Das Gebäude, in dem das Royal Navy Auxiliary Hospital untergebracht war.

Wie viele andere Landhäuser und Herrenhäuser wurde auch Cholmondeley Castle im Zweiten Weltkrieg für besondere Zwecke verwendet. Von Juli bis Oktober 1940 kamen auf dem Anwesen die Truppen der tschechoslowakischen Exilregierung unter. Später wurden sie in der Operation Anthropoid eingesetzt, ein Attentatsversuch auf Reinhard Heydrich. Cholmondeley Castle diente auch als Royal Navy Auxiliary Hospital, wo Seeleute mit Nervenzusammenbruch behandelt wurden.
Am 10. Juni 1952 wurde das Herrenhaus von English Heritage als historisches Gebäude II*. Grades gelistet. Der derzeitige Marquess, David Cholmondeley, 7. Marquess of Cholmondeley, lebt nicht auf Cholmondeley Castle, sondern auf dem anderen Familiensitz Houghton Hall in Norfolk.

## Architektur

### Fassaden
Das Herrenhaus wurde aus Sandstein gebaut und besitzt Dächer aus Schiefer und Blei. Es hat zwei Hauptstockwerke und einen Keller; die Türme erreichen größere Höhen. Das gesamte Gebäude ist mit einer zinnenbewehrten Brüstung versehen. Die Eingangsfassade weist nach Westen und besteht aus zwei dreistöckigen Flügeln in drei Jochen mit einer einstöckigen Loggia mit drei Jochen dazwischen. Die Fenster in den Seitenblocks haben Spitzbögen und Y-förmiges Maßwerk. In der Loggia haben die Fenster je zwei Scheiben und darüber fast halbrunde Kopfteile. Oberhalb und hinter der Loggia findet sich in den oberen Stockwerken der Eingangshalle ebenfalls Y-förmiges Maßwerk. Auf der rechten Seite der Eingangsfassade befindet sich ein fünfstöckiger Turm mit quadratischem Grundriss, der mit den achteckigen Türmchen mit Schießscharten verbunden ist. Die Gartenfassade, die nach Osten zeigt, hat an den Ecken Türmchen, zwischen denen ein großer, hervorspringender Erker, der in Form eines halben Turmes bis nach oben reicht. Links davon liegt eine Südfassade mit zwei Stockwerken und drei Jochen. Sie enthält Pendelfenster und Fenster mit Dreipassköpfen und Y-förmigem Maßwerk. Dann folgt ein Abschnitt mit zwei Geschossen und zwei Jochen und schließlich Smirkes Flügel für die Dienerschaft mit dem großen, runden Turm mit Schießscharten.

### Innenräume
Über die Loggia gelangt man in die zwei Stockwerke hohe Eingangshalle. Diese besitzt an den Seitenwänden blinde Bögen. Gegenüber dem Eingang befindet sich ein offener Bogen, der zum in Nord-Süd-Richtung verlaufenden Korridor führt. Darunter liegt ein Vorraum mit seinem großen, vorspringenden Erker. Dieser Raum hat ein einfaches Zahnschnittgesims. Nördlich davon liegt das Speisezimmer mit einem Kaminsims aus Marmor, einem mit vergoldeten Blumen und Blättern geschmückten Gesims sowie Rosetten und einer zentralen Rose mit Kronleuchter an der Decke. Südlich des Vorraumes liegt der Salon. Hier ist das Gesims mit nach unten gerichteten Pfeilen dekoriert und an der Decke gibt es wiederum eine zentrale Rose mit Kronleuchter. Von dort aus gelangt man in das Treppenhaus mit einer Freitreppe. Das Treppenhaus ist von oben durch eine hölzerne Laterne belichtet. Die Treppe ist in schwarzem Marmor gehalten und das schmiedeeiserne Treppengeländer wurde von Rober Bakewell geschaffen und vom alten Herrenhaus übernommen. Der Handlauf ist aus Palisander. Südlich des Treppenhauses befinden sich die Kinderzimmer und die Bibliothek. Der ‚‘Bird Room‘‘ zwischen Treppenhaus und Salon enthält eine Sammlung von Dokumenten. Das Arrangement der Räume und Korridore im Obergeschoss ist komplex. Die Küchen und Räume für die Dienerschaft befinden sich im Keller.

## Anwesen

### Kapelle

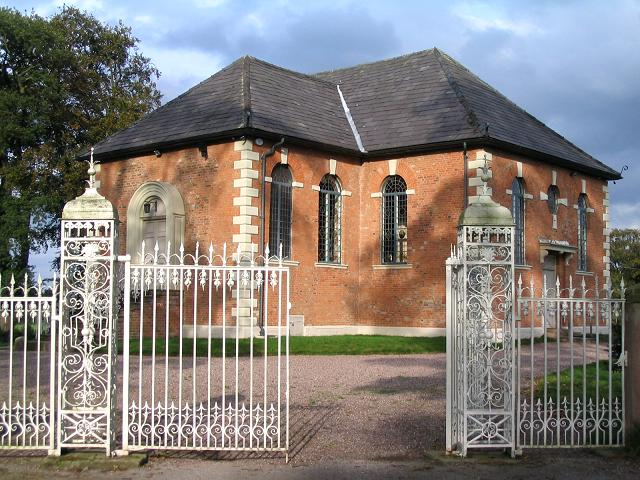
St Nicholas’ Chapel

Die St.-Nikolaus-Kapelle ist als historisches Gebäude I. Grades gelistet und wurde im 13. Jahrhundert zunächst als Holzfachwerkkonstruktion errichtet. 1717 wurde sie dann in Ziegelmauerwerk eingefasst und erweitert. Weitere Anbauten stammen von 1829 und 1840. Sie hat ein Schieferdach und besitzt einen Grundriss in Form eines Kreuzes. Der größte Teil ihrer Einrichtung stammt aus dem 17. Jahrhundert. Das Kirchengestühl der Familie Cholmondeley befindet sich im Westteil in einer höheren Position.

### Gärten und Park
Die ersten formellen Gärten auf dem Anwesen wurden im 17. Jahrhundert von Hugh Cholmondeley angelegt. Sie waren im französischen Stil mit Kanälen und Alleen gehalten. Die Gärten wurden von George London geplant und enthielten Tore und Geländer von Jean Tijou sowie Statuen von Jan van Nost. Nachdem der Garten im 18. Jahrhundert vollkommen verwildert war, beauftragte der 4. Earl William Emes mit der Umgestaltung. Emes verwandelte die formellen Gärten in einen Landschaftspark, indem er eine Reihe von Bäumen pflanzen und Seen anlagen ließ. Weitere Umgestaltungen wurden von John Webb, einem Schüler von Emes, vorgenommen, der vermutlich die Terrasse direkt um das Herrenhaus entwarf. Seit Mitte des 20. Jahrhunderts kümmerte sich Lavinia, die Witwe des 6. Marquess um die Gärten, säuberte und verbesserte sie und legte neue Details an.

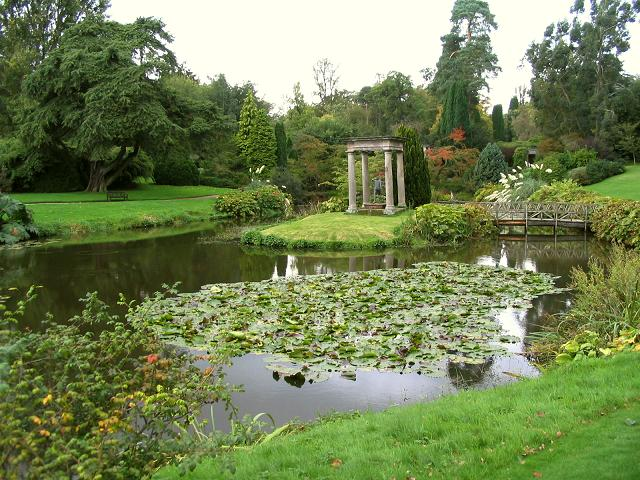
Temple Garden

Das Haus ist im Süden von einer Terrasse umschlossen, von der aus man zu drei verbundenen Gärten gelangt: Der Silver Garden (Silberner Garten), der Lily Pool Garden (Lilienteichgarten) und ein Areal mit Schwimmbad. Dahinter sind Rasenflächen, Baum- und Buschgruppen, Kieswege und ein eingefriedeter Garten. Von besonderem Interesse ist der Temple Garden (Tempelgarten); er enthält einen unregelmäßig geformten Teich mit zwei kleinen Inseln. Auf einer der Inseln befindet sich ein Gebäude in Form eines Tempels. Am westlichen Ende des Gartens liegt eine Rotunde. Nordwestlich des Tempelgartens liegt der Rose Garden (Rosengarten). Hinter den Gärten befindet sich der Park, der vornehmlich aus Grasland mit einigen Bäumen besteht. Dort gibt es aber auch eine Ha-Ha und zwei Seen, den Chapel Mere (Kapellensee) und den Deer Park Mere (Rehparksee). Seit dem 10. Juni 1985 sind die Gärten und der Park als Anlage II. Grades im Register of Historic Parks and Gardens gelistet. Die gelistete Fläche umfasst etwa 240 Hektar.

## Gelistete historische Gebäude

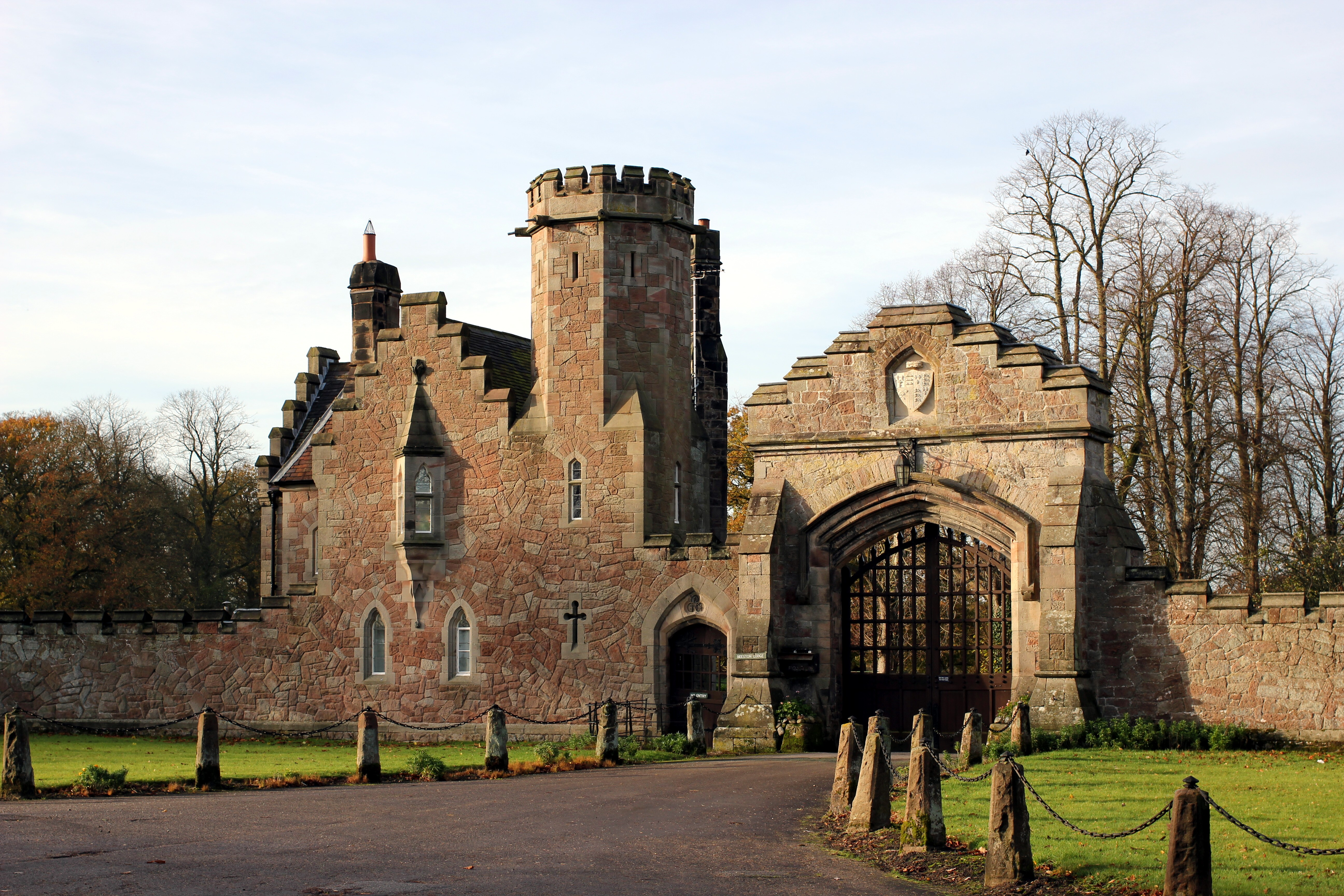
Beeston Lodge

Neben dem als historisches Gebäude II*. Grades gelisteten Herrenhaus und der als historisches Gebäude I. Grades gelisteten Kapelle gibt es noch weitere historische Gebäude auf dem Anwesen. Richards Bakewells Gartenschirm in der Auffahrt gilt als historisches Bauwerk II*. Grades. Alle anderen Bauwerke sind als historisch nach Grad II gelistet. Fünf davon sind mit dem Tempelgarten verbunden: Der Tempel selbst, die Rotunde, die Brücke über den Teich mit ihren Brüstungen aus Steindelphinen, eine Skulptur aus Blei von van Nost, die drei Putten darstellt, und das Eingangstor, vermutlich von Jean Tijou. Das nördliche und südliche Tor zur Einfriedung der Kapelle, die 1722 von Bakewell geschaffen und 1829 an ihrem heutigen Standort eingebaut wurden, sind beide gelistet. Fünf Lodges in Verbindung mit Cholmondeley Castle, drei davon auf dem Anwesen, sind gelistet: Dee Park Lodge an der südöstlichen Auffahrt zum Herrenhaus, Park House Lodge an der nördlichen Auffahrt zum Herrenhaus, und Somerset Lodge, ein Torhaus an der östlichen Auffahrt zum Herrenhaus, das von S. S. Teulon entworfen wurde. Die anderen beiden Lodges befinden sich an den Eingängen zum Anwesen: Nantwich Lodge, der ursprüngliche Südeingang, und Beeston Lodge an der östlichen Auffahrt zum Herrenhaus. Die anderen gelisteten historischen Gebäude sind das abgebrochene und veränderte alte Herrenhaus, The Mews, die früheren Stallungen, Park House und Scotch Farm, ebenfalls in den alten Stallungen aufgebaut. Eine Brücke an der östlichen Auffahrt zum Herrenhaus ist ebenfalls gelistet.

## Heute
Das Haus ist nicht für die Öffentlichkeit zugänglich, aber im Sommer können die Gärten besichtigt werden. Man findet dort ein Kiosk, Picknick- und Spielplätze, und einen Naturlehrpfad. Die Besucher können viele verschiedene Nutztiere in den Stallungen und auf den Koppeln sehen. Im Sommer wird ein Veranstaltungsprogramm organisiert. Es gibt Veranstaltungen, wie z. B. das jährlich stattfindende Pageant of Power. Die Somerset Lodge kann man als Ferienhaus mieten.